# Короткова, Екатерина Максимовна
Екатерина Максимовна Короткова (14 декабря 1913, деревня Новоездоцкое, Воронежская губерния — 4 ноября 1989) — колхозница, передовик сельскохозяйственного производства. Герой Социалистического Труда (1948). Депутат Верховного Совета РСФСР 3 и 4 созывов.

## Биография
Родилась 14 декабря 1913 года в крестьянской семье в деревне Новоездоцкое Воронежской губернии. В 1935 году вступила в колхоз «Красный Октябрь» Валуйского района. В 1936 году стала звеньевой полеводческого звена. За доблестный труд в колхозе «Красный Октябрь» была удостоена в 1948 году звания Героя Социалистического Труда.
С 1957 года по 1963 год была председателем исполкома Новоездоцкого сельского совета.
Скончалась 4 ноября 1989 года.

## Награды

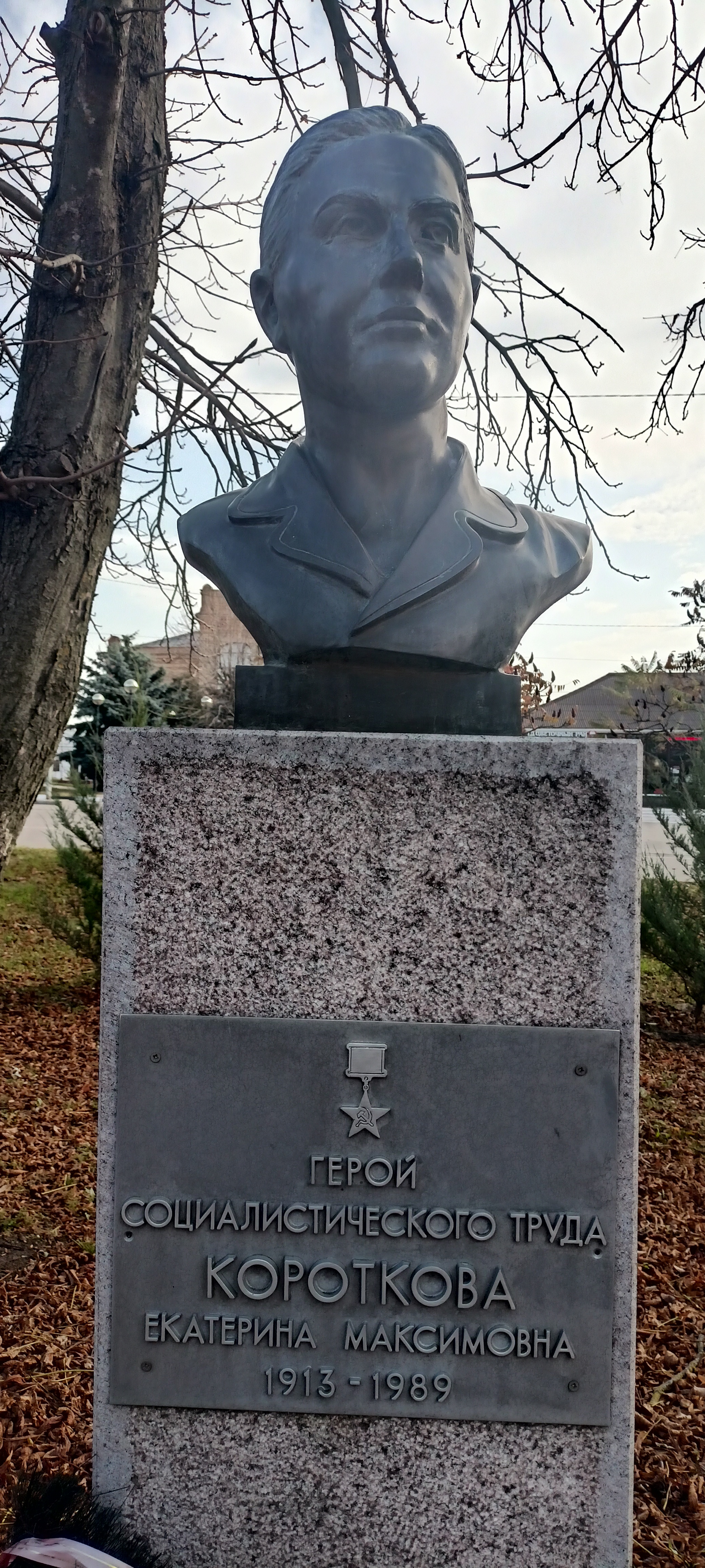

- Герой Социалистического Труда — указом Президиума Верховного Совета СССР от 4 мая 1948 года;.
- Орден Ленина (1948).

## Память
- Бюст на Аллее Героев в Валуйках.